# Varasichthys
Varasichthys ariasi
Genre
Espèce
Varasichthys est un genre fossile de poissons à nageoires rayonnées de la famille également fossile des Varasichthyidae qui vivait lors de l’Oxfordien du Jurassique supérieur. Une seule espèce est connue, Varasichthys ariasi (Arratia, 1981).

## Répartition
Des restes fossiles de Varasichthys ont été mis au jour dans le Nord du Chili,.

## Description
Les spécimens de Varasichthys sont des poissons allongés atteignant une longueur totale comprise entre 250 à 300 mm .

## Galerie

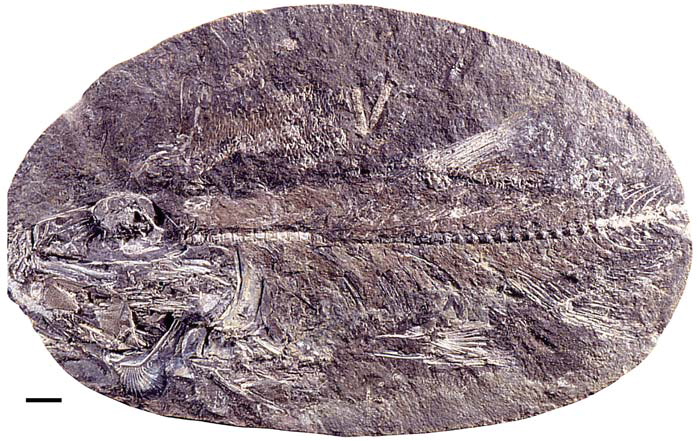
Fossile de Varasichthys ariasi.

## Classification
Le genre Varasichthys et l’espèce Varasichthys ariasi sont créés et décrits en 1981 par la paléontologue et ichtyologiste chilienne María Gloria Eliana Arratia Fuentes (d),.

### Étymologie
Le nom générique, Varasichthys, ainsi que la famille des Varasichthyidae, font référence à la Sierra de Varas (d), la chaine de montagnes chilienne où les fossiles ont été découverts.
L'épithète spécifique, ariasi, a été donnée en l'honneur de R. Arias qui a collecté plusieurs fossiles décrits ensuite par l'auteure.

### Publication originale
- (en) Gloria Arratia F., « Varasichthys ariasi n. gen. et sp. from the Upper Jurassic of Chile (Pisces, Teleostei, Varasichthyidae n. fam. ») », Palaeontographica Abteilung A., Allemagne, vol. 175, nos 4-6,‎ septembre 1981, p. 107-113 (ISSN 0375-0442, e-ISSN 2509-8373, lire en ligne, consulté le 24 novembre 2023).